# Dammen (Vårdinge socken, Södermanland)
Dammen är en sjö i Södertälje kommun i Södermanland och ingår i Trosaåns huvudavrinningsområde. Sjöns area är 0,046 kvadratkilometer och den är belägen 30 meter över havet.